# Sakartvelos tasi
La Coppa di Georgia (in georgiano საქართველოს თასი?, Sakartvelos tasi) è la seconda manifestazione più importante del campionato di calcio georgiano dopo la Erovnuli Liga. Fondata effettivamente nel 1990, un anno prima del collasso dell'Unione Sovietica, questa competizione consiste in un torneo a eliminazione diretta, con partite di sola andata, tra le 52 squadre partecipanti a partire dalla quinta serie.
La squadra detentrice del torneo è lo Spaeri, che nell'edizione 2024 ha battuto in finale il Dinamo Tbilisi per 5-4 alla lotteria ai rigori dopo il 2-2 maturato nei tempi supplementari, ottenendo il suo unico successo nel torneo.

## Vittorie per squadra
| Squadra              | Titoli | Finalista | Stagioni |
| -------------------- | ------ | --------- | --- |
| Dinamo Tbilisi       | 13     | 3         | 1991-1992, 1992-1993, 1993-1994, 1994-1995, 1995-1996, 1996-1997, 2002-2003, 2003-2004, 2008-2009, 2012-2013, 2013-2014, 2014-2015, 2015-2016 |
| T'orp'edo Kutaisi    | 5      | 5         | 1998-1999, 2000-2001, 2016, 2018, 2022 |
| Lok’omot’ivi Tbilisi | 3      | 2         | 1999-2000, 2001-2002, 2004-2005 |
| Saburtalo Tbilisi    | 3      | -         | 2019, 2021, 2023 |
| Ameri Tbilisi        | 2      | 1         | 2005-2006, 2006-2007 |
| Gagra                | 2      | 1         | 2010-2011, 2020 |
| Dinamo Batumi        | 1      | 5         | 1997-1998 |
| Zest'aponi           | 1      | 4         | 2007-2008 |
| Chik. Sachkhere      | 1      | 2         | 2017 |
| Guria Lanchkhuti     | 1      | -         | 1990 |
| WIT Georgia          | 1      | -         | 2009-2010 |
| Dila Gori            | 1      | -         | 2011-2012 |
| Spaeri               | 1      | -         | 2024 |